# Lycianthes baviensis
Lycianthes baviensis är en potatisväxtart som beskrevs av V.V.Hop. Lycianthes baviensis ingår i Himmelsögonsläktet som ingår i familjen potatisväxter. Inga underarter finns listade i Catalogue of Life.